# Готфрід Август Бюргер
Готфрід Август Бюргер (нім. Gottfried August Bürger; 31 грудня 1747, Мольмерсвенде — 8 червня 1794, Геттінген) — німецький поет епохи Просвітництва, один з ідеологів літературного руху «Бурі і натиску». Найбільш відомий головним чином своєю баладою «Ленора» (1773) та перекладом «Пригод барона Мюнгаузена».

## Біографія
Син пастора. З 1760 року Готфрід Август Бюргер навчався у школі міста Ашерслебен, але був виключений зі школи через бійку. У 1764 році, під тиском свого дідуся, почав вивчати теологію у Галльському університеті. У 1768 році батьки йому дозволили поїхати до Геттінгенського університету щоб вивчати Правознавство.
Один з виразників ідей «Бурі і натиску». У літературній діяльності спочатку наслідував поетам рококо. Спираючись на фольклорні традиції, створив новий для німецької літератури жанр серйозної балади, ввівши елементи чудесного, таємничого, ірраціонального. У його баладах «Ленора» (1773), «Дикий мисливець» (1786) та інших діють мерці, привиди, перевертні.
Готфрід Август Бюргер у 1776—1779 роках переклав «Пригоди барона Мюнгаузена» Рудольфа Еріха Распе німецькою мовою, додавши кілька оригінальних розповідей, які відтоді вважають складовою «Пригод барона Мюнгаузена».
Книгу про пригоди та мандрівки барона Мюнхгаузена Готфріда Августа Бюргера українською переклав Євген Дроб'язко (перше виданя — Київ, 1939; нове видання: Київ, 2020).

## Доробок
- Ґотфрід Авґуст Бьорґер. Дивовижні пригоди барона фон Мюнхгавзена, розказані ним самим. Тернопіль: «Навчальна книга — Богдан», 2014. 136 с. ISBN 978-966-10-2360-3[9]
- Рудольф Еріх Распе, Готфрід Август Бюргер. «Пригоди барона Мюнгаузена». Харків: «Віват», 2021, 35 ст. ISBN 978-966-982-081-5
- Рудольф Еріх Распе, Готфрід Август Бюргер. «Пригоди барона Мюнгаузена». Київ: «Book Chef», 2022, 112 ст. ISBN 9786175480953[10]